# Список дипломатических миссий Танзании

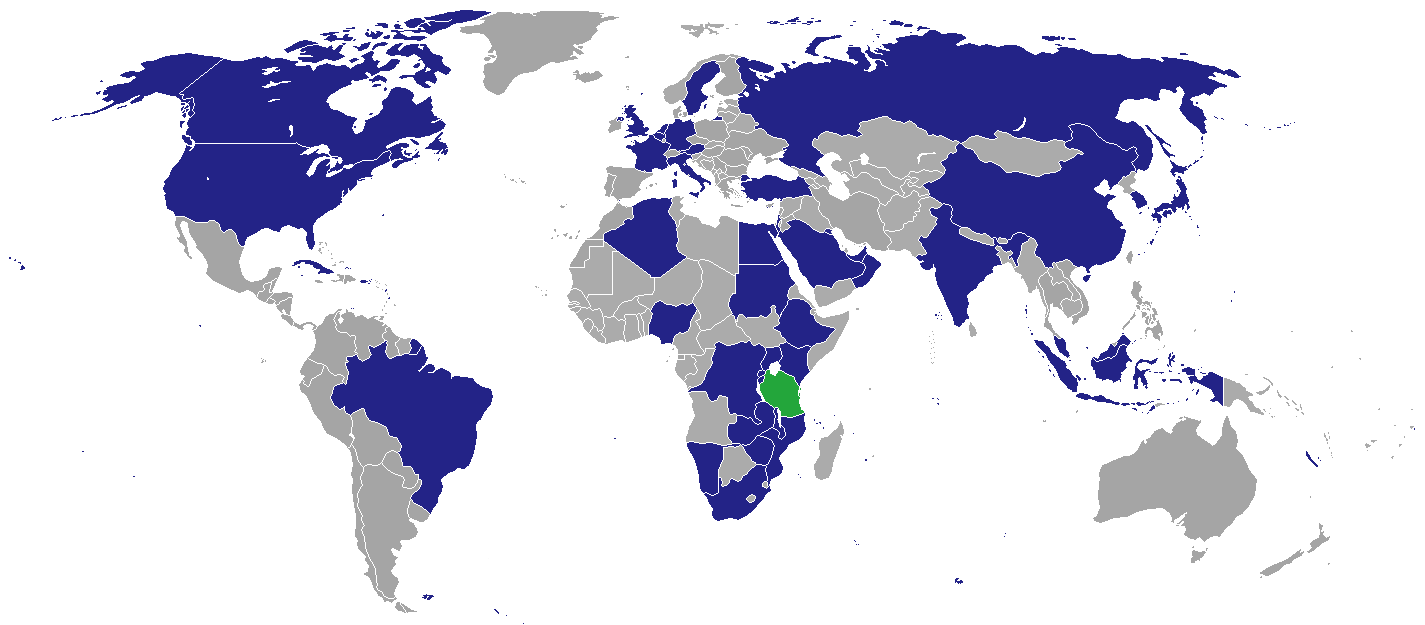
Дипломатические миссии Танзании:
Танзания
Посольство или представительство

Список дипломатических миссий Танзании — перечень дипломатических миссий (посольств) и представительств Танзании в странах мира (не включает почётных консульств).

## Европа
- Бельгия
  - Брюссель (посольство)
- Великобритания

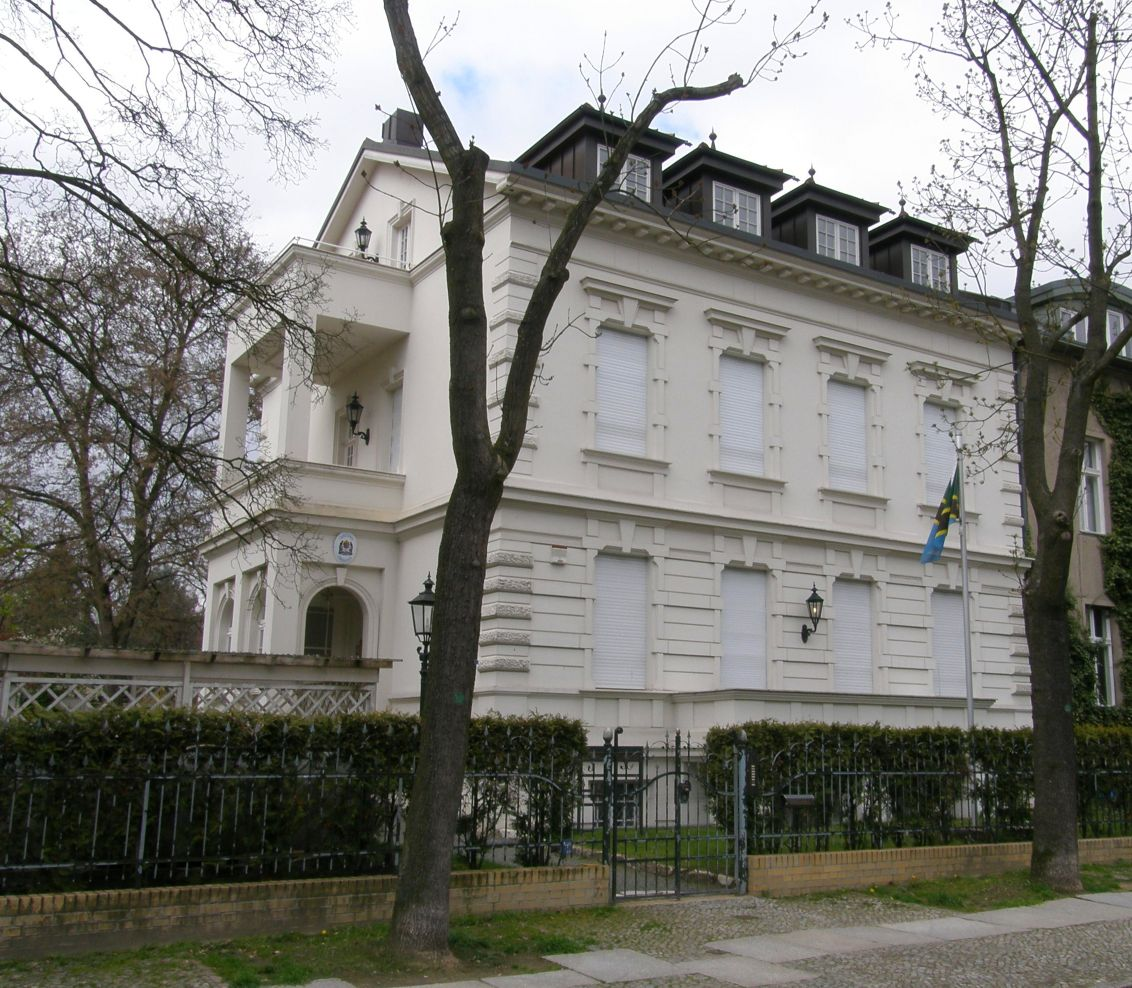
Посольство Танзании в Берлине

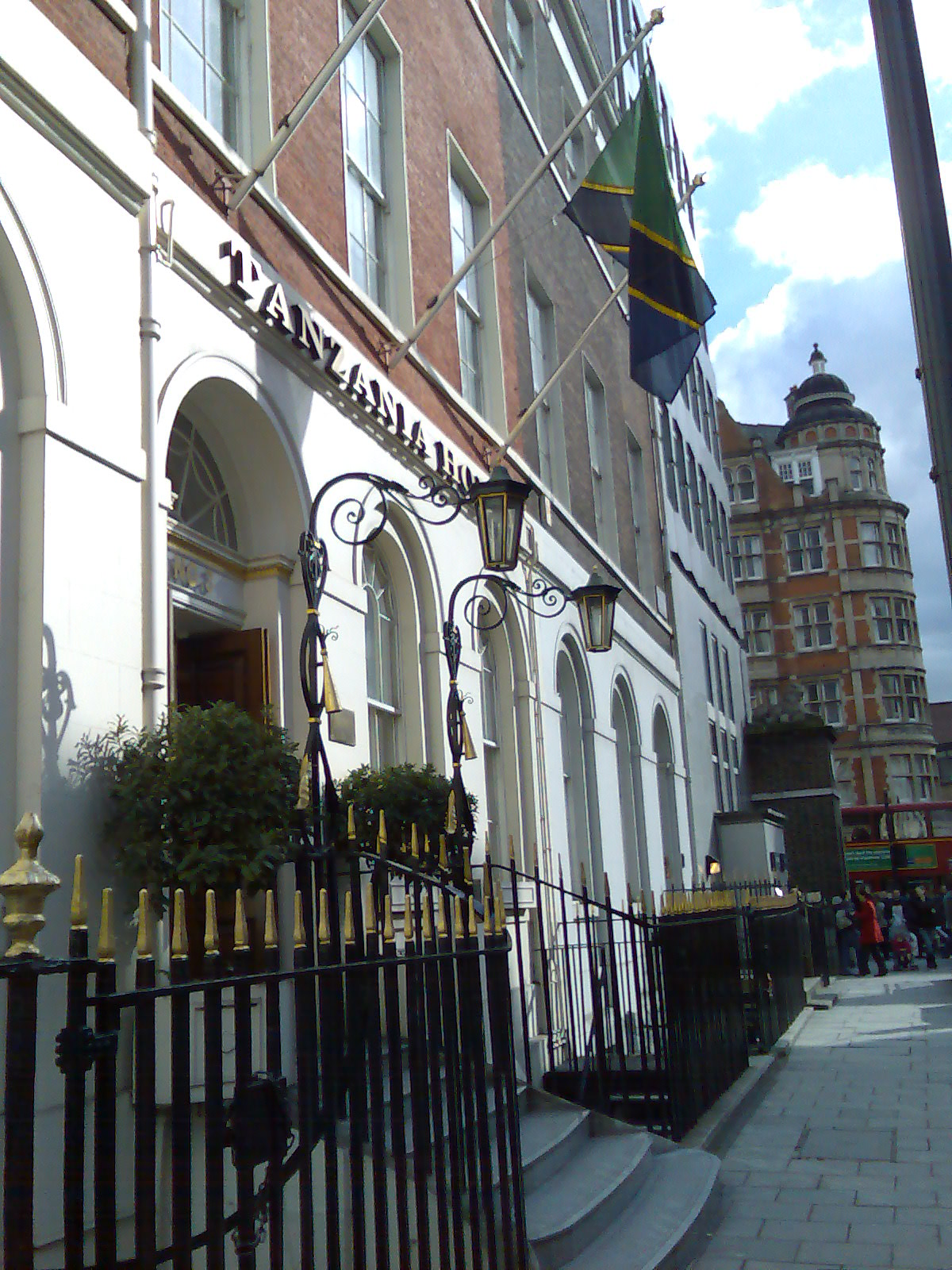
Высшее уполномоченное представительство Танзании в Лондоне

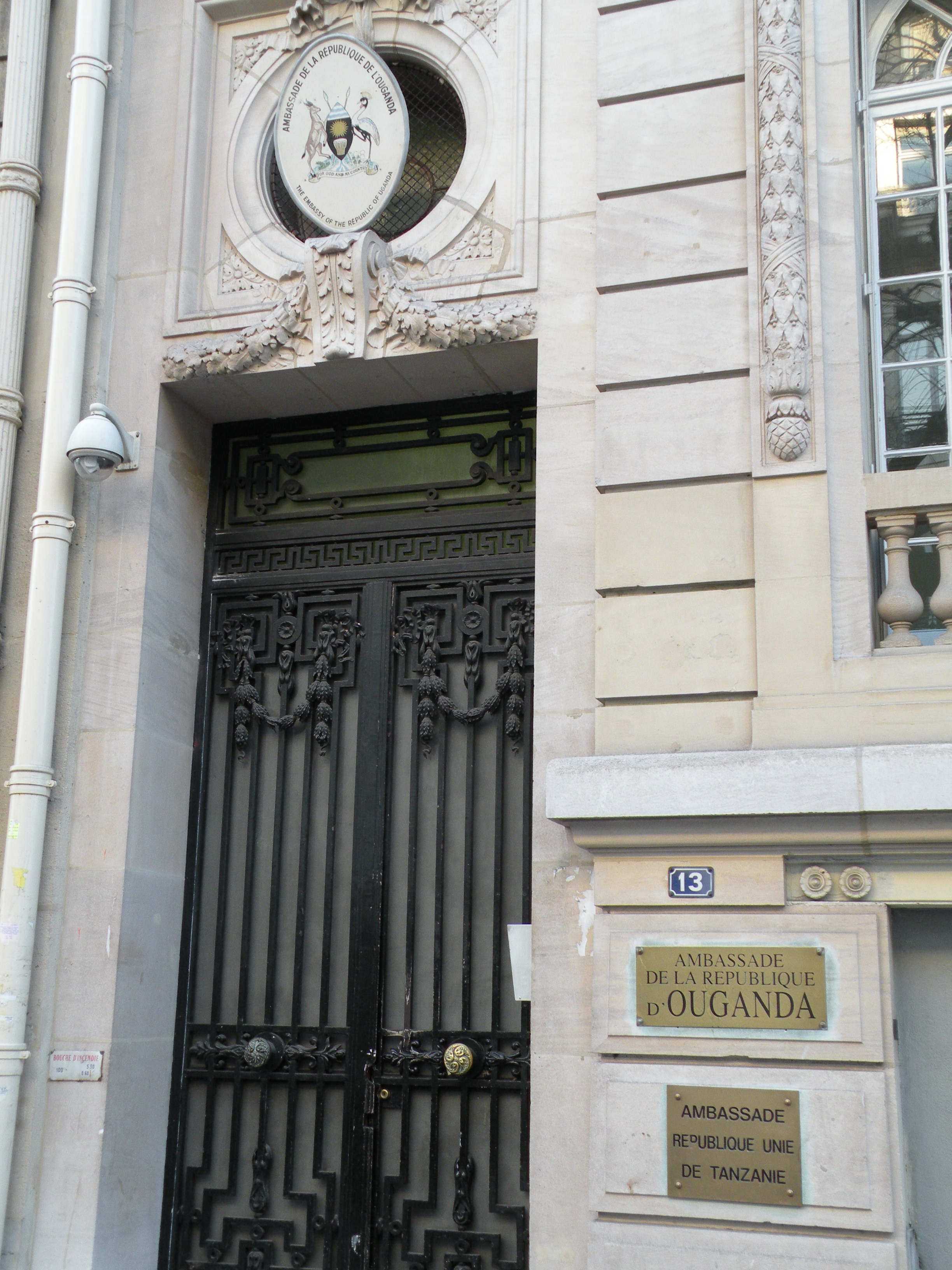
Посольство Танзании в Париже

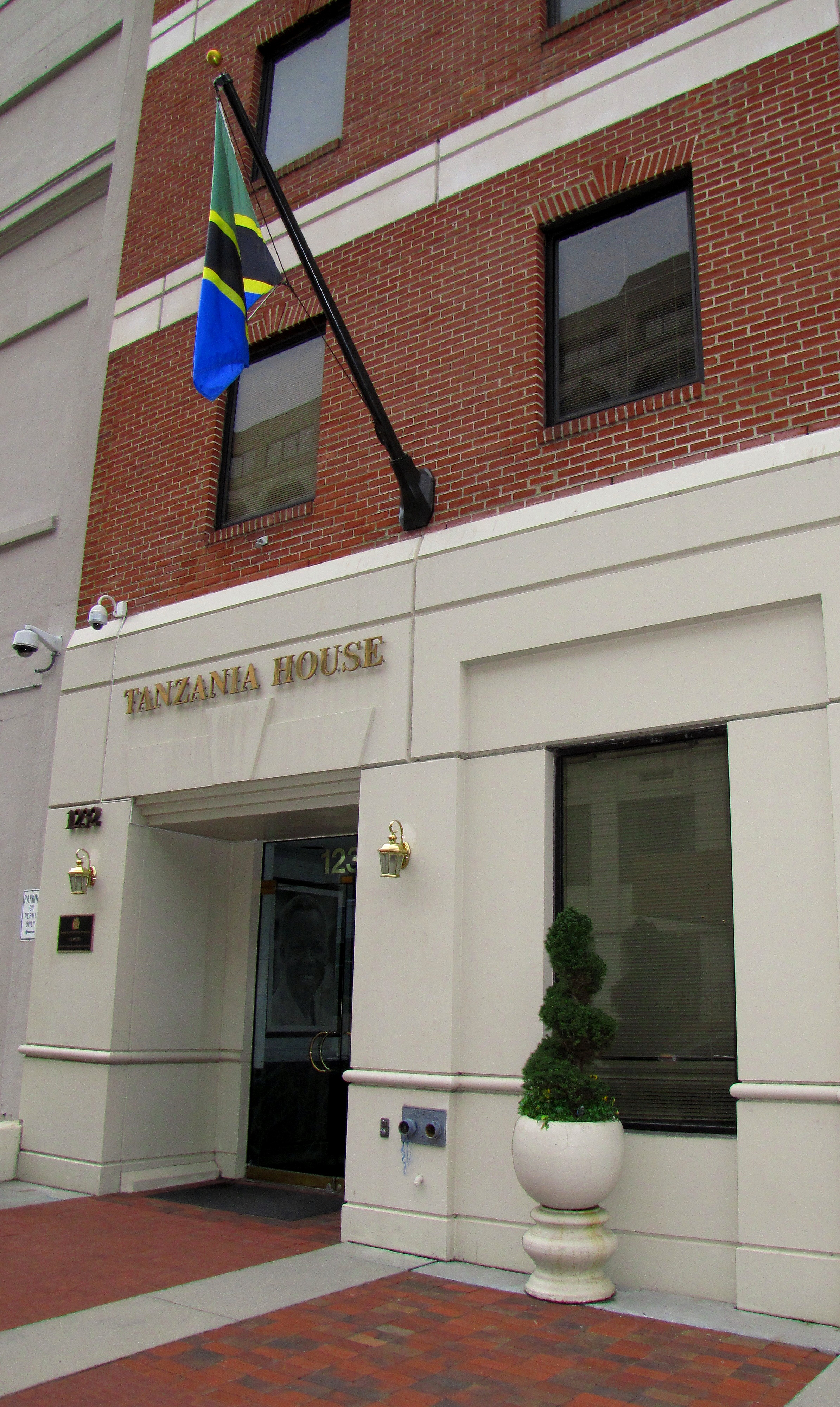
Посольство Танзании в Вашингтоне

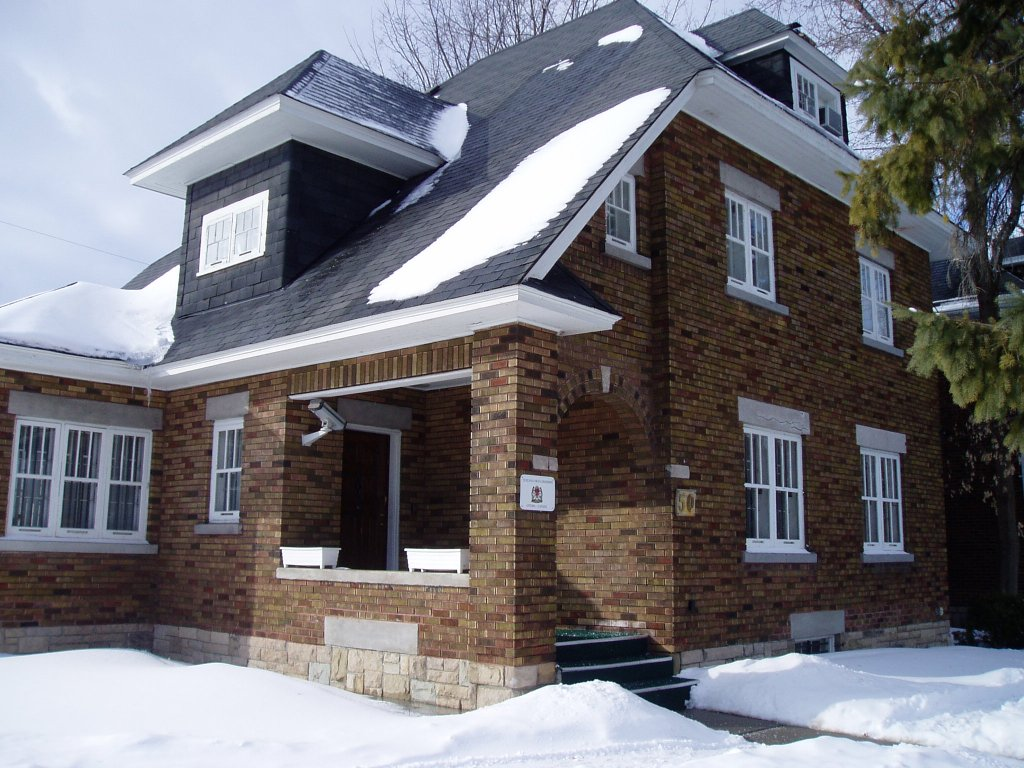
Высшее уполномоченное представительство Танзании в Оттаве

  - Лондон (высшее уполномоченное представительство)
- Германия
  - Берлин (посольство)
- Италия
  - Рим (посольство)
- Россия
  - Москва (посольство)
- Франция
  - Париж (посольство)
- Швеция
  - Стокгольм (посольство)

## Азия
- Индия
  - Нью-Дели (высшее уполномоченное представительство)
- Китай
  - Пекин (посольство)
- ОАЭ
  - Абу-Даби (посольство)
- Оман
  - Маскат (посольство)
- Саудовская Аравия
  - Эр-Рияд (посольство)
- Япония
  - Токио (посольство)

## Америка
- Канада
  - Оттава (высшее уполномоченное представительство)
- США
  - Вашингтон (посольство)

## Африка
- Бурунди
  - Бужумбура (посольство)
- Египет
  - Каир (посольство)
- Замбия
  - Лусака (высшее уполномоченное представительство)
- Зимбабве
  - Хараре (посольство)
- Кения
  - Найроби (высшее уполномоченное представительство)
  - Момбаса (консульство)
- ДР Конго
  - Киншаса (посольство)
- Малави
  - Лилонгве (высшее уполномоченное представительство)
- Мозамбик
  - Мапуту (высшее уполномоченное представительство)
- Нигерия
  - Абуджа (высшее уполномоченное представительство)
- Руанда
  - Кигали (посольство)
- Уганда
  - Кампала (высшее уполномоченное представительство)
- Эфиопия
  - Аддис-Абеба (посольство)
- ЮАР
  - Претория (высшее уполномоченное представительство)

## Международные организации
- Аддис-Абеба (постоянное представительство при Африканском союзе)
- Брюссель (постоянное представительство при ЕС)
- Женева (постоянное представительство при ООН и других международных организациях)
- Найроби (представительство при ЮНЕП)
- Нью-Йорк (постоянное представительство при ООН)
- Париж (постоянное представительство при ЮНЕСКО)